# Quận Pulaski, Arkansas
Quận Pulaski là một quận thuộc tiểu bang Arkansas, Hoa Kỳ.
Quận này được đặt tên theo Casimir Pulaski, một người Ba Lan đã cứu George Washington trong chiến tranh cách mạng Mỹ. Theo điều tra dân số của Cục điều tra dân số Hoa Kỳ năm 2000, quận có dân số 361.474 người. Quận lỵ đóng ở Little Rock.

## Địa lý
Theo Cục điều tra dân số Hoa Kỳ, quận có diện tích 2092 km2, trong đó có 96 km2 là diện tích mặt nước.

### Các xa lộ chính
- Interstate 30
  -  Interstate 430
  -  Interstate 530
  -  Interstate 630
- Interstate 40
  -  Interstate 440
- U.S. Highway 65
- U.S. Highway 67
- U.S. Highway 70
- U.S. Highway 165
- U.S. Highway 167
- Highway 5
- Highway 10
- Highway 100
- Highway 161
- Highway 300
- Highway 338
- Highway 365
- Highway 367